# محال
تدور هذه الرواية عن شاب مصري من أصل سوداني يتصف بالبراءة والتدين، يعمل بمدينة الأقصر ومحافظة أسوان كمرشد سياحي، أحلامه بسيطة كالزواج والاستقرار، حتى يحدث مايقلب نظام حياته بعد مقابلة تمت في التسعينات مع أسامة بن لادن بالسودان.
تأسرنا الرواية بإيقاعها المتسارع لنتتبع مصير بطلها من الأقصر للخليج لأوزبكستان ثم أفغانستان ومعتقل جوانتانامو. لغة يوسف زيدان الشعرية تجعلنا نعيش تجربة إنسانية فريدة، حيث يختلط الواقع بالخيال وننطلق مع البطل في رحلة لنكتشف خبايا النفس والعالم.
وتُعتبر هذه الرواية الأولى في ثلاثية (ثلاثة روايات) متصلة الأحداث، ويليها رواية (جوانتانامو) ثم رواية (نور).

## مكان حدوث الرواية
- مصر
- السودان
- أوزبكستان
- أفغانستان
- الخليج

## وصلات خارجية
- آراء القراء على موقع أبجد حول رواية محال